# 유네스코 세계언론자유상
유네스코 세계언론자유상(유네스코-길레르모 카노 세계 언론자유상)은 유네스코가 국제언론인연맹(FIJ)과 함께  세계언론자유의 날(World Press Freedom Day)을 기념하기 위해 언론자유의 증진에 노력한 언론인에 대하여 수여하는 상이다.

## 개요
기자로서의 의무감으로 마약 카르텔의 정관계(政官界)와의 관련성을 파헤치기 시작한 귈레르모 까노(Guillermo Cano Isaza)는 1986년 자신의 언론사인 에스펙타도르(El Espectador) 앞에서 두 괴한으로부터 저격당한 이후 불의(不義)에 대한 언론의 역할을 세상에 다시금 일깨워 준 그의 죽음을 추모하고자 그로부터 11년 후 국제연합(UN)은 산하단체인 유네스코(UNESCO)를 통해 5월 3일을 세계언론자유의 날로 선포하고 까노의 이름으로 용기 있는 언론인들에게 언론자유상을 수여하기로 결정했다.
유네스코의 추천에 의하여 1993년 12월 20일 UN 총회의 결정으로 1994년 5월 3일을 세계언론자유의 날(World Press Freedom Day)로 지정하였는데  표현의 자유 위배, 저널리스트들이 죽음을 당하거나 구금되는 일들을 다중에게 알리는 행사를 진행하면서 마약거래조직 폭로기사를 썼다가 1987년 피살된 콜롬비아 언론인 기예르모 카노를 기리기 위해 1997년에 제정된 상이다.

## 역대 수상자
| 연도   | 수상자                                                               | |
| ------ | -------------------------------------------------------------------- | --- |
| 1997년 | 가오 유(53)                                                          | 1989년 천안문민주화시위 유혈진압에 대해 비판적 기사를 쓴 후 처음 구속됐으며 14개월 후 건강상의 이유로 석방됐다가 1994년 다시 구속돼 국가기밀누설죄로 6년형을 선고받았다. 2014년 현재 독일의 한 방송국에 국가기밀을 누설하였다는 혐의로 7년째 복역 중이다. |
| 1998년 | Christina Anyanwu 선데이 매거진 편집장                               | 1995년 3월 1일 나이지리아 정부에 대한 쿠데타 기도에 대한 기사가 발행된 이후에 체포, 1995년 7월4일 비공개 재판인 특별군사재판소에서 무기징역을 선고 |
| 1999년 | Jesus Blancornelas                                                   | 부패와 마약 밀매에 대한 폭로에 대한 암살 위협 |
| 2000년 | Nizar Nayyouf Sawt 편집장                                            | 허위사실유포 징역 10년형 선고, 고문 후유증이 악화된 채 수감 |
| 2001년 | 우윈틴 일간지 ‘한타와티’ 전 편집장                                   | 1989년 체포돼 징역 14년형을 선고받고 수감돼 현재 양곤 종합병원에 있다. 그는 공산당원이라는 혐의를 받고 있다. |
| 2002년 | 조프리 은야로타 일간지 데일리 뉴스의 편집장                          | 무가베 대통령 정부의 부패상과폭정을 폭로 |
| 2003년 | 아미라 하스                                                          | 1956년 예루살렘에서 태어나 예루살렘과 텔 아비브에서 역사를 공부했다. 교사로 일한 후, 그녀는 이스라엘과 팔레스타인 모두의 위험과 비판을 겁내지 않았다. |
| 2004년 | 라울 리 베로(58) 언론인이자 시인                                     | 1988년 쿠바 국영 통신사를 그만두고 민간 통신인 쿠바 프레스를 창설하고 기자모임을 발족시킨뒤 정부로부터 끊임없이 시달려 왔다. 지난해 3월 반체제 인사 검거과정에서 체포돼 국가의 독립성과 영토보전을 저해했다는 이유로 25명의 다른 언론인들과 함께 투옥돼 20년형을 선고받았다. |
| 2005년 | 청이쭝 남부 광둥성에서 발행되는 `서던 메트로폴리스 뉴스' 전 편집국장 | 부패문제나 사회적 이슈를 지속적으로 다루고 경찰의 수감자 구타.사망사건을 보도함으로써 중국 정부에 피의자 처리 지침에 대한 개선을 촉구하여 중국 정부에는 눈엣가시 같았는데, 중국 내 사스(SARS.중증급성호흡기증후군)의 발병사실을 처음 보도하여 수상자로 선정됐으나 중국 정부로부터 시상식에 참석하지 말라는 명령을 받았다. |
| 2006년 | 메이 시디악 LBC TV의 정치토크쇼 진행자                               | 2005년 9월 자신의 승용차를 탄 뒤 시동을 거는 순간 폭탄이 터져 한쪽 팔과 다리를 잃었다. 이 사건은 2월 라피크 하리리 전 총리가 암살된 후 시리아에 대해 비판적인 견해를 밝히는 레바논 언론인들을 겨냥한 테러의 일환으로 간주돼 전 세계의 주목을 받았다. |
| 2007년 | Anna Politkovskaya Novaya Gazeta신문 칼럼니스트                      | 체첸 사태에 대한 기고 |
| 2008년 | 리디아 카초                                                          | 매춘과 어린이 포르노 사업에 정치인과 범죄조직이 개입한 사실을 폭로 |
| 2009년 | 라산타 위크라마툰 '선데이 리더' 설립인이자 편집인                    | 올해 1월 정부를 비판하는 사설을 쓴 직후 피살 |
| 2010년 | 모니카 곤잘레스 무지카'                                              | 독재 정권에 대한 투쟁 |
| 2011년 | Ahmad Zeidabadi                                                      | 2009년 이란의 대통령 선거 다음에 6년 징역형을 선고, 심사위원은 표현, 민주주의, 인권, 관용, 그리고 인류의 자유에 대한 그의 뛰어난 용기, 저항과 헌신에 경의 |
| 2012년 | 파툴라예프(35)                                                       | 정부에 비판적인 논조를 견지해 온 2개 신문사의 편집장을 지냈으며 2007년 명예훼손과 테러 혐의로 투옥됐다가 2011년에 풀려났다. |
| 2013년 | 리요트 알레무                                                        | 에티오피아 사회의 빈곤과 성차별 실태를 폭로한 현지인 여기자이자 반정부 시위지지 등 혐의로 복역 중이다. 에티오피아는 알레무를 포함한 200여 명의 언론인이 반정부 시위지지 등의 혐의로 복역 중이다. |
| 2014년 | 아멧 식                                                              | 표현의 자유의 열렬한 수호자이며, 부패와 인권 유린을 규탄에 헌신, 2011년 3월 3일, 체포되어 Ergenekon, 테러 조직에 관여된 혐의로 구금(유죄확정될 경우 15년 징역) |
| 2015년 | 마젠 다르위시가                                                      | 시리아의 인권 운동가이자 시리아 표현의 자유를 위한 미디어 센터의 회장, 2006년 시리아 정권에 의해 폐쇄된 독립언론 시리아뷰(syriaview.net)의 공동설립자로 2012년 2월16일 테러리스트 활동을 조장했다는 혐의로 동료와 함께 체포돼 3년 넘게 구금 중이다. 다르위시는 10년 넘게 반복된 여행금지와 구류, 고문 등 개인적 희생을 감수하며 시리아의 언론자유를 위해 힘써 이뤄낸 업적을 높이 평가했으며 다르위시의 아내 야라 베이더는 대리수상에서 "이 상이 단지 다르위시뿐만 아니라 표현의 자유를 외치다가 구금된 수백명의 시리아인을 세계에 알리길 바란다"고 말했다. 또한 "다르위시는 이미 그를 고문한 사람들을 용서했다"며 그의 아이들이 '자유로운 시리아'에서 자라길 바란다고 덧붙였다. |
| 2016년 |                                                                      | |

## 같이 보기
- 세계 언론 자유의 날